# Stephen Hill (giocatore di football americano)
Stephen Trevon Hill (Tucker, 25 aprile 1991) è un giocatore di football americano statunitense che gioca nel ruolo di wide receiver per i Carolina Panthers della National Football League (NFL). Fu scelto nel corso del secondo giro (43º assoluto) del Draft NFL 2012 dai New York Jets. Al college ha giocato a football a Georgia Tech.

## Carriera professionistica

### New York Jets
Il 27 aprile 2012, Hill fu scelto nel corso del secondo giro del Draft 2012 dai New York Jets. Il 3 maggio 2012, il giocatore firmò un contratto quadriennale con la franchigia per un valore di 5 milioni di dollari di cui circa 2,9 milioni garantiti.
Il debutto da professionista di Hill andò alla grande, ricevendo 5 passaggi per 89 yard e 2 touchdown dal quarterback Mark Sanchez nella vittoria 48-28 sui Buffalo Bills. Per questa prestazione, Stephen fu uno dei candidati al premio di rookie della settimana.
Nella settimana 6, nella vittoria sugli Indianapolis Colts, Hill segnò il suo terzo touchdown stagionale. Il 19 dicembre 2012 fu inserito in lista infortunati a causa di un infortunio al legamento di un ginocchio. Il suo anno terminò con 252 yard ricevute e 3 touchdown.
L'unico touchdown della stagione 2013, Hill lo segnò nella vittoria della settimana 3 sui Buffalo Bills in cui terminò con 108 yard ricevute. La sua stagione si concluse con 24 ricezioni per 342 yard in 12 partite, tutte tranne una come titolare. Il 30 agosto 2014 fu svincolato.

### Carolina Panthers
Il 2 settembre 2014, Hill firmò per fare parte della squadra di allenamento dei Carolina Panthers.

## Palmarès

### Franchigia
- National Football Conference Championship: 1

Carolina Panthers: 2015

## Statistiche
| Partite totali             | 23  |
| Partite totali da titolare | 19  |
| Ricezioni                  | 45  |
| Yard su ricezione          | 594 |
| Touchdown su ricezione     | 4   |

Statistiche aggiornate alla stagione 2013